# Ridgeway (New York)
Ridgeway ist ein Ort (Town) im Bundesstaat New York in den USA. Das U.S. Census Bureau hat bei der Volkszählung 2020 eine Einwohnerzahl von 6.598 ermittelt.

## Geschichte
Der Ort wurde im Jahre 1812 gegründet. Der Ortsname stammt dabei von einer wichtigen Straße, der „Ridge Road“, ab. 1818 wurden dann Teile des Orts genutzt, um einen neuen Ort namens Shelby zu gründen.
Seit 2002 haben Shelby und Ridgeway eine Zusammenarbeit, um Kosten zu sparen. So teilen sie auch ein Stadtgericht.

## Verkehr
Ridgeway liegt an den Routen 31E, 63, 104 und 269.